# Gavin Douglas
Gavin Douglas (* 1474 bis 1476 in Tantallon Castle, East Lothian; † September 1522 in London) war ein schottischer Bischof von Dunkeld und Dichter des 15. Jahrhunderts und wurde zu den Makars gezählt.

## Leben
Douglas war der Sohn von Archibald Douglas, 5. Earl of Angus, und stammte aus dem schottischen Adelshaus Douglas. Sein Geburtsjahr lässt sich nach kirchlichen Dokumenten im Vatikan auf 1474 bis 1476 eingrenzen. Er studierte in St Andrews und begann darauf seine kirchliche Karriere. Um 1501 war er Provost von St. Giles in Edinburgh. Er hatte gute Verbindungen und stand mit bekannten Persönlichkeiten in Briefverkehr (wie dem italienischen Humanisten Polydore Vergil, mit dem er in seinen letzten Lebensjahren befreundet war, John Major, Kardinal Thomas Wolsey), so dass über ihn relativ viel bekannt ist. Nach dem Tod von Jakob IV. in der Schlacht von Flodden Field 1513 wurde er, wie seine übrige Familie (neben seinem Vater vor allem sein Neffe Archibald Douglas, 6. Earl of Angus, der die Königswitwe Margarete heiratete), politisch aktiv in der Zeit, als Jakob V. noch minderjährig war. Sie galten als Vertreter der englischen Partei im Gegensatz zu den Vertretern der engeren Anbindung an Frankreich. In den damaligen Machtkämpfen bemühte er sich vergeblich, Erzbischof von St Andrews zu werden, wurde aber 1516 Bischof von Dunkeld. Er war Berater der Königin und einer der Gesandten bei Verhandlungen mit Franz I. von Frankreich 1517 (Vertrag von Rouen) und starb 1522 an der Pest während eines aufgrund der Machtkämpfe in Schottland erzwungenen Exils in London.
Sein literarisches Schaffen stammt aus der Zeit vor seiner politischen Aktivität, die 1513 nach dem Tod des Königs einsetzte. Er ist vor allem für seine Übertragung der Aeneis von Vergil ins Mittelschottische bekannt (mit von ihm geschriebenen Prologen). Es war 1513 beendet und ist die erste vollständige Übertragung eines der Hauptwerke antiker Dichtkunst in eine germanische Sprache. Sonst sind noch drei weitere Gedichte bekannt, The Palice of Honour (ein allegorisches Traumgedicht darüber, worin wirkliche Ehre liegt, sein frühestes Werk), Conscience und das manchmal ihm unsicher zugeschriebene King Hart (ebenfalls ein längeres allegorisches Gedicht um das Leben des Menschen, dargestellt als König Herz in seinem Palast, umgeben von den fünf Sinnen, die ihm dienen).

## Werkausgaben
- John Small (Hrsg.): The poetical works of Gavin Douglas. 4 Bände, Paterson, Edinburgh 1874, Band 1, Archive, Band 2, Archive, Band 3, Archive, Band 4, Archive.
- Gordon Kendal (Hrsg.): Gavin Douglas’s Translation of the Aeneid. 2 Bände, MHRA, London 2011, ISBN 978-1-78188-028-9
- David F. C. Coldwell: Virgil’s Aeneid translated into Scottish Verse by Gavin Douglas, Bishop of Dunkeld. 4 Bände, Blackwood for The Scottish Text Society, Edinburgh 1957–1964.
- Sydney Goodsir Smith (Hrsg.): Gavin Douglas. A selection from his Poetry. Oliver & Boyd for The Saltire Society, Edinburgh 1959.
- David F. C. Coldwell (Hrsg.): Selections from Gavin Douglas. Clarendon Press, Oxford 1964.
- Priscilla J. Bawcutt (Hrsg.): The Shorter Poems of Gavin Douglas. Blackwood for The Scottish Text Society, Edinburgh 1967, Nachdruck 2003, ISBN 1-897976-19-4
- Priscilla J. Bawcutt with Ian Cunningham (Ed.): The Eneados : Gavin Douglas's translation of Virgil's Aeneid, Woodbridge, Suffolk ; Rochester, NY : Scottish Text Society, 2020–2022, Volume 1 Introduction and commentary, ISBN 978-1-897976-42-5, Volume 2 Books I-VII, ISBN 978-1-897976-43-2, Volume 3 Books VIII-XIII, ISBN 978-1-897976-44-9

- The palis of honoure [by] Gawyne Dowglas. Theatrum Orbis Terrarum, Amsterdam / Da Capo Press, New York 1969.
- J. A. Tasioulas (Hrsg.): The Makars. The poems of Henryson, Dunbar, and Douglas. Canongate Books, Edinburgh 1999, ISBN 0-86241-820-8